# Синђанг
Синђанг, званично Аутономна ујгурска област Синђанг (ујг. شىنجاڭ; кин: 新疆; пин: Xīnjiāng), је једна од пет аутономних области НР Кине. Налази се на крајњем северозападу земље. Има површину од 1.646.800 km², што је шестина кинеске територије. Главни град Синђанга је Урумчи. Синђанг се налази на древном Путу свиле. Граничи се са Таџикистаном, Киргистаном и Казахстаном на западу; Авганистаном и спорним територијама Џаму и Кашмир на југозападу; Тибетом на југу, источно су провинције Ћингхај и Гансу, североисточно је Монголија а северно Русија. Дужина области Синђанг од истока ка западу је око 1900 km., а од севера ка југу око 1450 km.

## Називи
Име Синђанг на кинеском значи „нова граница”. Алтернативна имена ове области су Ујгурија, Источни Туркестан и Кинески Туркестан. Кинеска власт не прихвата ове називе.

## Демографија
Синђанг данас има више од 21.000.000 становника. Процењује се да је почетком 20. века било нешто више од 2.000.000. Најмање је било Хан Кинеза око 10%, остатак су чинили припадници других националности од којих су најбројнији били Ујгури, туркијски народ муслиманске вероисповести. До 1949. становништво је више него удвостручено на 4,3 милиона. Током 1950-их и почетком 1960-их Синђанг је доживео велику миграцију етничких Хан Кинеза из источне Кине. То је, заједно са високом стопом наталитета међу мањинским народима, као и повећање животног века, изазвало значајан раст становништва. Данас је око 45% Ујгура, Хан Кинеза је нешто мало мање 41%, остало становништво 14% чине Казаси, Хуи (кинески муслимани), Киргизи и Монголи. Хан Кинези су углавном концентрисани у градовима и баве се административним и индустријским пословима, док националне мањине живе у руралним срединама и баве се пољопривредом и сточарством. Већина градова у Синђангу налази се на падинама планина нанизани дуж Пута свиле, древног трговачког пута између Кине и античког Рима. Урумчи је главни и највећи град, такође и главни културни центар у области, у њему се налази Синђангски универзитет као и главни истраживачки институти. Остали већи градови су Шихези, Аксу, и Хами или Кумул; мањи градови укључују Кашгар, Јининг и Турпан. Кашгар који се налази на западу је град у којем углавном живе Ујгури.

## Географија
Синђанг окружују високе планине са три стране : Алтај на северу. Кунлун и Каракорум на југу и Памир на западу и југозападу. Други највиши врх на свету К2 са висином од 8.611 м. налази се на граници Синђанга и територије Џаму и Кашмир.
Планински ланац Тјен Шан простире се од истока ка западу и дели област на две велике котлине: Таримска на југу и Џунгарија на северу. Најбитнија насељена места као што су Кујтуен, Шихези и главни град Урумчи налазе се на рубу ових котлина. На источном крају Тјен Шана је Турфанска депресија у којој се налази и најнижа тачка у Кини (154 м. испод нивоа мора). Јужно од Турфанске депресије је Лоп Нор-група повремено сланих језера, место које се некад користило за тестирање нуклеарних бомби.
У Синђангу се налазе и две велике пустиње: Такла Макан на југу и Гурбантунгут на северу, које спадају међу најсувљим местима на свету. Реке које теку кроз ову суву територију су променљивог корита и углавном испаравају у пустињама. Најпознатије су Тарим, Иртиш и Или.
|  |  |  |  |  |

## Клима
Синђанг има суву и изразито Континенталну климу са жарким летима и дугим хладним зимама. У главном граду Урумчију годишња количина падавина је само 178 mm., а просечне температура се креће од -11 °C у Јануару до 25 °C у Јулу. Јужно од Тјен Шана у пустињи Такла Макан скоро да и нема падавина. Највеће количине падавина се јављају на већим надморским висинама у планинама посебно на западу. Резултат тога је стварање глечера. Њиховим топљењем пуне се реке у области чиме се обезбеђује вода за градове и наводњавање. Флора у Синђангу је ограничена на жбуње и дрвеће које може да издржи сушу и сурове, хладне зиме. Четинарске шуме се налазе на падинама планина. Од животиња ту се могу наћи дивљи коњи, камиле, јакови... Такође и разне врсте птица селица пролазе кроз област.

## Економија
Пољопривреда је традиционални економски темељ Синђанга, мада су услови за пољопривреду ограничени дуж токова река и зависе од наводњавања. У новије време развијена је експлоатација природних ресурса као што су нафта, природни гас и угаљ. Такође се могу наћи и значајне количине бакра, олова, цинкла, никла, као и кречњак, лискун-врста минерала и гипс. За потребе локалног становништва развијене су индустрије текстила и производња хране. Након распада Совјетског Савеза Синђанг је успоставио нове трговинске везе са независним земљама средње Азије. Као резултат тога дошло је до пораста промета индустријске робе, у пограничном појасу.
За промет робе углавном се користе некадашњи путеви свиле дуж подножја Тјен Шана и Кунлун планина. Најразвијенији путеви и железничке линије налазе се северно од Тјен Шана у Џунгарији, где се и налази већина градова. Урумчи је битан железнички чвор јер спаја Кинеске градове Ланџоу и Пекинг са пругама централне Азије.

## Управа
Влада Аутономне ујгурске области Синђанга је директно под управом Централне кинеске владе у Пекингу. Већину високих државних позиција заузимају Ујгури, али изабрани од стране Комунистичке партије Кине. Област је подељен на префектуре, градове и покрајине. Неке од ових Административних јединица су добиле ознаку аутономије, да би се формално назначила улога националних мањина у њиховом управљању. Упркос присуству Ујгура, локалном управом доминира Комунистичка партија Кине а она се у великој мери састоји од Хан Кинеза.